# Luca Lezzerini
Luca Lezzerini (Rome, 24 maart 1995) is een Italiaans voetballer die als doelman speelt. Hij stroomde in 2015 door vanuit de jeugd van ACF Fiorentina.

## Clubcarrière
Lezzerini is afkomstig uit de jeugdopleiding van ACF Fiorentina. Op 1 november 2015 maakte hij zijn opwachting in de Serie A voor eigen publiek tegen Frosinone. Hij viel na 71 minuten in voor de eerste doelman Ciprian Tătărușanu. Op 15 mei 2016 speelde de doelman zijn tweede competitiewedstrijd tegen SS Lazio. Ditmaal speelde hij de volledige wedstrijd.

## Interlandcarrière
Lezzerini kwam reeds uit voor diverse Italiaanse nationale jeugdelftallen. In 2012 debuteerde hij in Italië –19.